# نيللي اجينيان
نيللي اجينيان(الأرمنية: Նելլի Աղինյան ؛ من مواليد 4 أغسطس 1981) هي أرمنية حاصلة على لقب أستاذة دولية في الشطرنج عام 2005.

## المهنة
أصبحت أجينيان سيدة مرموقة في عام 2005. في عام 2005، فازت بالمركز الأول في بطولة ألوشتا الدولية.كان أجينيان أحد أعضاء فريق ميكا يريفان للشطرنج الذي فاز بكأس الشطرنج الأوروبي عام 2006.
لعبت في فريق المرأة الأرمنية الحائز على الميدالية الذهبية في بطولة الشطرنج الأوروبية الخامسة في بلوفديف 2003.
الفريق هو أول فريق أبطال أوروبيين من أرمينيا. كما شاركت منتخب الشباب الأرميني في الفوز على فريق النساء الأرمنات عندما فازت بالميدالية البرونزية عام 2007 في بطولة الفرق الأوروبية. كانت جزءًا من الفريق في أعوام 2005 و2009 و2011، على الرغم من أنهم لم يفزوا بأي ميداليات في تلك السنوات.
وقد تنافست نيللي على فريق الشطرنج الوطني للنساء الأرمن لثلاث مرات في بطولة العالم للشطرنج في عام 2007 و2009 و2011. «بطولة العالم للشطرنج النسائية: Nelly Aginian». OlimpBase. تم استرجاعه في 28 يونيو 2018.
في أولمبياد الشطرنج للنساء، مثلت نيللي أرمينيا سبع مرات (1996، 1998، 2000، 2004، 2006، 2008 و2010) في أولمبياد الشطرنج الثالث والثلاثين، أولمبياد الشطرنج 34، الأولمبياد الشطينية 36، أولمبياد الشطرنج 37، أولمبياد الشطرنج 38 و39 أولمبياد الشطرنج.

## وصلات خارجية
- نيللي اجينيان على موقع الاتحاد الدولي للشطرنج (الإنجليزية)
- نيللي اجينيان على موقع مباريات الشطرنج (الإنجليزية)
- نيللي اجينيان على موقع 365Chess.com (الإنجليزية)
- نيللي اجينيان على موقع Chesstempo.com (الإنجليزية)
- نيللي اجينيان سجل أولمبياد الشطرنج للسيدات على موقع OlimpBase.org (الإنجليزية)